# NGC 7821
NGC 7821 ist eine Spiralgalaxie vom Hubble-Typ Sc im Sternbild Walfisch südlich der Ekliptik. Sie ist schätzungsweise 334 Millionen Lichtjahre von der Milchstraße entfernt und hat einen Durchmesser von etwa 140.000 Lichtjahren. 
Das Objekt wurde am 3. November 1885 von Ormond Stone entdeckt.